# Наумов, Иван Алексеевич
Иван Алексеевич Наумов (1894, Чикан, Иркутская губерния — 23 августа 1950, Бутырская тюрьма) — советский военный врач, участник Гражданской и Великой Отечественной войн. В 1941 году попал в немецкий плен. После войны репрессирован, реабилитирован посмертно.

## Биография
Иван Наумов родился в 1894 году в селе Чикан (ныне — Жигаловский район Иркутской области) в крестьянской семье. В 1912 году окончил гимназию, в 1917 году — медицинский факультет Казанского университета, после чего до апреля 1918 года служил в армии полковым врачом и начальником госпиталя. В 1918 году пошёл на службу в Рабоче-крестьянскую Красную Армию. Принимал участие в Гражданской войне в боях с Добровольческой армией генерала Деникина и белых формирований на Кавказе. В 1921—1931 годах служил дивизионным врачом в стрелковой, в 1931—1938 годах — в кавалерийской дивизии. 13 января 1936 года ему было присвоено звание военврача 1-го ранга. С 1938 года Наумов был преподавателем в Саратовском медицинском институте и на медицинских курсах Белорусского военного округа. 5 августа 1940 года ему было присвоено звание бригврача.
В начале 1941 года Наумов был назначен на должность заместителя начальника Санитарного управления Белорусского военного округа (после начала Великой Отечественной войны — Западного фронта).
23 июня 1941 года под Белостоком Наумов попал в немецкий плен вместе со всем составом госпиталя 10-й армии. В материалах НКГБ СССР по факту проверки пребывания И. А. Наумова в плену указывается, что в плен он попал 17 июля 1941 года в Смоленске, будучи раненым. В плену был главным врачом госпиталя для советских военнопленных в Смоленске.
28 декабря 1945 года, согласно постановлению генерал-полковника Абакумова, бригврач Наумов был арестован и заключён под стражу по обвинению в совершении преступления, предусмотренного статьёй 58 п. 1-6 УК РСФСР. Следствие по делу Наумова длилось в течение пяти лет. 23 августа 1950 года он умер в Бутырской тюрьме от двухсторонней пневмонии, «при наличии миофиброза сердца, хронической аневризмы сердца и инфаркта миокарда».
Уголовное дело по обвинению Наумова было прекращено, но его семье об этом сообщено не было. Тело Наумова было кремировано. О судьбе Наумова его семья узнала лишь в 1953 году.